# Trichomyia malaya
Trichomyia malaya är en tvåvingeart som beskrevs av Quate 1962. Trichomyia malaya ingår i släktet Trichomyia och familjen fjärilsmyggor. Inga underarter finns listade i Catalogue of Life.